# İsmet Gökçen
İsmet Eren Gökçen (* 7. September 2001) ist ein türkischer Eishockeyspieler, der seit 2022 bei Buz Beykoz unter Vertrag steht, mit dessen Mannschaft er in der türkischen Superliga spielt.

## Karriere
İsmet Gökçen begann seine Karriere als Eishockeyspieler beim İzmir Büyükşehir Belediyesi SK in der zweiten türkischen Liga, nach dem Aufstieg debütierte er für den Klub in der Spielzeit 2017/18 in der türkischen Superliga. 2019 wechselte er zum Buz Adamlar GSK, kehrte aber bereits nach einem Jahr nach İzmir zurück. 2022 wechselte er zum Ligarivalen Buz Beykoz.

### International
Für die Türkei nahm Gökçen im Juniorenbereich zunächst am Europäischen Olympischen Winter-Jugendfestival 2017 in Erzurum teil. Danach spielte er in der Division III bei den U18-Weltmeisterschaften 2017, 2018 und 2019, als er als bester Stürmer und bester Spieler seiner Mannschaft ausgezeichnet wurde, sowie den U20-Weltmeisterschaften 2018 in der Division II und 2019 und 2020 in der Division III. 
Mit der Herren-Nationalmannschaft spielte er erstmals bei der Olympiaqualifikation für die Winterspiele in Peking 2022. Anschließend nahm er an der Weltmeisterschaft der Division II 2023 teil. Zudem stand er im Aufgebot seines Landes bei der Olympiaqualifikation für die Winterspiele in Mailand 2026.

## Erfolge und Auszeichnungen
- 2019 Bester Stürmer bei der U18-Weltmeisterschaft der Division III, Gruppe A